# Aliança de Ativistas Gays

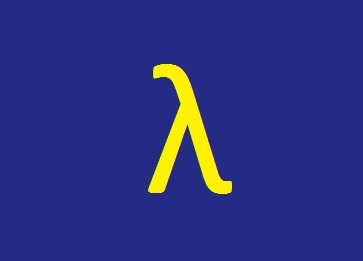
Lambda em caixa baixa desenhada por Tom Doerr, símbolo da Aliança de Ativistas Gays.

A Aliança de Ativistas Gays (GAA) foi fundada na cidade de Nova York em 21 de dezembro de 1969, quase seis meses após os distúrbios de Stonewall, por membros dissidentes da Frente de Libertação Gay (GLF). Em contraste com a Frente de Libertação, a AAG serviu única e especificamente aos direitos gays e lésbicos, declarou-se politicamente neutra e quis trabalhar dentro do sistema político.

## História
O grupo foi incorporado por Hal Weiner, Esq., da Coles & Weiner, uma empresa criada a partir desta parceria, depois que Weiner defendeu Sylvia Rivera em um processo criminal, no qual ela foi presa na Times Square enquanto obtinha assinaturas para uma petição que visava criar a primeira proposta de legislação LGBTQ no Conselho Municipal de Nova York, chamado Intro 475. Contudo, ela acusada de prostituição, ao invés de ter sua atitude lida como um exercício de um direito civil de petição. O ato constitutivo foi rejeitado pela Divisão de Corporações e Registros Estaduais do Estado de Nova York, sob a alegação de que o nome não era adequado para um ato constitutivo de Nova York devido à conotação em que a palavra "gay" estava sendo usada. Além disso, alegaram que o ato estava sendo formada para violar as leis de sodomia de Nova York. Foram necessários cinco anos para o ato ganhar o direito de ser incorporado sob esse nome.
Os membros fundadores, sendo sete homens e uma mulher, da Gay Activists Alliance eram membros que estavam insatisfeitos da Gay Liberation Front. Alguns dos membros fundadores são: Fred Orlansky, Arthur Bell, Arthur Evans, Marty Robinson, Tom Doerr, Peter Marleau, Kay Tobin Lahusen e Fred Cabellero. Os membros do grupo queriam formar uma "organização de uma questão única e politicamente neutra", cujo objetivo era "garantir direitos humanos básicos, dignidade e liberdade para todos os gays". A neutralidade política e o tema único contrastavam com a Frente de Libertação Gay, que se aliou ao um partido radical, o Partido dos Panteras Negras, criticou a Guerra do Vietnã e tinha uma postura de esquerda e anticapitalista. A GAA teve seu pico de atividade entre 1970 e 1974.
Em uma ação realizada em março de 1970, a GAA organizou protestos contra uma incursão policial no bar Snake Pit em Greenwich Village e os ferimentos sofridos por Diego Viñales, ferido durante o caos do evento. Esses protestos ajudaram a despertar um interesse maior nos próximos eventos do Dia da Libertação da Christopher Street, já planejados para 28 de junho. Este evento, programado para comemorar o primeiro aniversário do levante de Stonewall, foi a primeira celebração da parada do orgulho gay nos Estados Unidos.
Em 1973, três membros da GAA, Tom Wilson Weinberg, Dan Sherbo e Bern Boyle, abriram a Giovanni's Room, uma livraria focada na temática gay na 232 South Street. Ela foi nomeada em referência ao romance gay de James Baldwin, intitulado “Giovanni's Room” (O quarto de Giovanni). A loja foi fechada logo depois devido ao fato de seu senhorio ser homofóbico. A loja mudou de mãos para a ativista lésbica Pat Hill em 1974 e depois para Ed Hermance e Arleen Oshan em 1976. Hermance e Olshan mudaram a loja inicialmente para 1426 Spruce Street e depois para sua localização final na 12th St. e Pine St. em 1979. A loja foi chamada de "Center of Gay Philly". Philly AIDS Thrift assumiu a loja depois que o proprietário se aposentou em 2014 e desde então o estabelecimento agora se chama “Philly AIDS Thrift at Giovanni's Room”, também conhecido como “PAT @ Giovanni's Room”.
A GAA manteve as publicações do jornal “Gay Activist” até 1980. A primeira reunião do GAA ocorreu na Igreja dos Santos Apóstolos (9th Ave. & 28th St.). Sua próxima sede em Nova York, o Quartel dos Bombeiros (Firehouse, em inglês), na 99 Wooster Street, no Soho, foi ocupado em maio de 1971 e incendiado por criminosos em 15 de outubro de 1974. "Por volta de 1980, a GAA havia começado a soar como a Frente de Libertação Gay de 1969. Depois que os ativistas se reuniram para dissolver oficialmente a Aliança no ano seguinte..."
Os membros da GAA realizavam zaps (inicialmente elaborados por Marty Robinson), que eram manifestações públicas estrondosas destinadas a constranger uma figura pública ou celebridade e ao mesmo tempo chamar a atenção de gays e heterossexuais para questões de direitos LGBT. Algumas de suas ações mais visíveis foram os protestos contra um episódio anti-gay na popular série de TV Marcus Welby, M.D., os vários zaps contra o prefeito John Lindsay no Metropolitan Museum of Art e, posteriormente, no Radio City Music Hall, um zap contra o governador Nelson Rockefeller (membro dos "Rockefeller 5"), um zap no Marriage License Bureau exigindo direitos de casamento para gays, um zap contra a Fidelifacts, que fornecia informações antigays aos empregadores, um zap na NYC Taxi Commission (que exigia que taxistas gays obtivessem aprovação de um psiquiatra antes de serem contratados) e um zap no New York Daily News, que publicou um editorial difamatório atacando "bichas, lésbicas, viados, chame-os do que quiserem". Quatro pessoas foram presas. Embora a GAA não fosse uma organização violenta em teoria, os zaps às vezes podiam envolver agressões físicas e vandalismo. O cofundador da GAA, Morty Manford, envolveu-se em conflitos com a segurança e a administração durante sua tentativa bem-sucedida de fundar o clube estudantil Gay People na Columbia University em 1971, bem como em um famoso protesto contra a homofobia no evento de elite “Inner Circle” em 1972.
A GAA esteve associada a uma série de ataques combativos contra políticos homofóbicos e ativistas antigays que ocorreram no verão de 1977. Embora a revista Time os tenha ridicularizado como "jagunços gays", as ações conseguiram manter a reação conservadora fora do estado de Nova York durante o final da década de 1970.
O Quartel de Bombeiros da GAA na Rua Wooster também serviu como um centro comunitário e teve bailes extremamente populares que ajudaram a financiar a organização. A escadaria foi decorada com um mural de fotomontagem de agitprop criado pelo artista britânico Mario Dubsky (1939-1985) e pelo pintor americano John Button (1929-1982), que foram vítimas precoces da AIDS. O mural foi destruído no incêndio que destruiu o centro em 1974. O símbolo da Aliança de Ativistas Gays era a letra grega minúscula lambda (λ).

## Comitês da GAA
A Aliança de Ativistas Gays formou vários subcomitês que possibilitou que a organização pudesse se concentrar intensamente em diversas questões relacionadas a gays e lésbicas simultaneamente. Os comitês receberam nomes que foram baseados na questão à qual se dedicavam. A lista a seguir possui vários subcomitês diferentes e ilustra a ampla gama de tópicos abordados por eles: projetos políticos, poder de polícia, legislação trabalhista municipal justa, impostos justos, comitê de governo municipal, governo estadual, comitê jurídico, notícias, folhetos e gráficos, arrecadação de fundos, assuntos sociais, orientações, escritório de palestrantes e comitê de agitprop.

### Comitê do Quartel de Bombeiros (Firehouse)
Este comitê era dedicado à manutenção do Quartel dos Bombeiros, que se tornou sua sede em 1971. O Comitê do Quartel dos Bombeiros era responsável por organizar seus bailes icônicos que ajudavam a "fomentar a solidariedade e a compreensão gays por meio do contato social entre todos os membros de boa vontade da comunidade gay". No podcast LGBTQ&A, Charles Silverstein disse: "Ele era pago por meio de nossos bailes de sábado à noite, onde as pessoas nos pagavam US$ 2,00 para entrar para dançar e beber quantos refrigerantes ou cervejas você quisesse a noite toda. Com isso, eles pagavam o aluguel. Não é como se houvesse muitos móveis sofisticados lá... quer dizer, os móveis eram os rejeitados, achados na rua". Silverstein diz que os encontros do GAA atraíam de 200 a 300 pessoas e os bailes atraíam "facilmente 1.000".

### Comitê de Libertação Lésbica
Este subcomitê era importante porque se dedicava ao planejamento de eventos para "apoiar um senso de comunidade entre todas as lésbicas"

### Lei Municipal de Emprego Justo
Esta subcomissão dedicava-se a banir a discriminação contra homossexuais em ambientes de trabalho, tanto no setor público quanto no privado. O objetivo desta comissão era "recomendar estratégias à GAA para manifestações e para pressão política, a fim de obter aprovações legislativas na Câmara Municipal".

### Força Policial
Semelhante à subcomissão da Lei Municipal de Emprego Justo, recomendava estratégias aos membros da GAA para resistir à opressão e à discriminação contra gays e lésbicas.

### Projetos Políticos
Esta comissão supervisionava todas as outras subcomissões políticas da GAA, pois seu objetivo era fomentar a formação de novas subcomissões, bem como mudanças nos mandatos de subcomissões políticas preexistentes.

### Assuntos Sociais
Era responsável por organizar e sediar diversos eventos sociais com o objetivo de unir a comunidade gay e lésbica. Mais importante ainda, ajudou a arrecadar fundos para a GAA com as taxas de entrada para os eventos sociais.

### Serviço de Informação para a Juventude
Este subcomitê é apenas um exemplo do compromisso da Aliança de Ativistas Gays com a juventude gay e lésbica. Dedicou-se a oferecer representantes da GAA para palestrar "sobre o tema da Libertação Gay para grupos ou organizações jovens ou voltados para a juventude, especialmente escolas de ensino médio e faculdades".